# Al Mayadeen
Al Mayadeen (Arabisch: الميادين; "de blokken") is een, naar eigen zeggen onafhankelijke, pan-Arabische satellietzender, gelanceerd in 2012 in Libanon. Al Mayadeen wordt algemeen beschouwd als pro-Hezbollah en pro-Bashar al-Assad.

## Oprichting en achtergrond
Al Mayadeen werd opgericht in het kielzog van de Arabische Lente in Syrië in 2011 door een voormalige medewerker van Al Jazeera, de bekende Tunesische journalist Ghassan bin Jiddo, die in 2011 Al Jazeera verliet uit onvrede over de wijze waarop die zender verslag deed van de opstand in Syrië. Jiddo was hoofd van Al Jazeera in Beiroet.
Medeoprichter Nayef Krayyem, eigenaar van Union channel, werd general manager en mededirecteur. Union Production Company werd verantwoordelijk voor programma's. Voormalig Al Jazeera-journalist Sami Kleib werd directeur 'nieuws'.
Al Mayadeen stelt zich ten doel tegenwicht te bieden aan de dominante zenders Al Jazeera en Al Arabiya. Jiddo verklaarde dat de zender geen spreekbuis is van Iran of het Syrische regime. Twee soorten publiek zouden worden teleurgesteld: ten eerste zij die denken dat het het zal uitzenden onder de vlag van extremisme en ten tweede zij die sympathiek staan tegenover 'mumana'a' (obstructie) die denken dat de strijd wordt aangegaan met andere kanalen. Voorafgaand aan de start van de uitzendingen op 11 juni 2012 waren er ook waarnemers die twijfelden aan de onafhankelijkheid.

## Organisatie
Het kanaal is een onderdeel van het Al Mayadeen netwerk, dat onder andere een productiebedrijf, radiostation, website en een reclamebureau inhoud. Het hoofdkantoor van het kanaal is in Beiroet. Het heeft drie regionale kantoren, een in Tunesië, een ander in Caïro met drie verslaggevers en een grote studio, en een derde in Teheran. Bij de start had Al Mayadeen rond 300 tot 500 medewerkers.